# Simmonsita
La simmonsita és un mineral de la classe dels halurs que pertany al subgrup de la criolita. Nomenada el 1999 per Eugene Edward Foord, Joseph T. O'Connor, John M. Hughes, Stephen J. Sutley, Alexander O. Falster, Arthur E. Soregaroli, Frederick E. Lichte, i Daniel E. Kile en honor de William B. "Skip" Simmons (nascut al 5 de novembre de 1943), Universitat de Nova Orleans, Nova Orleans, Louisiana, EUA, especialista en mineralogia i petrologia de pegmatites granítiques, especialment les de Colorado i del tipus NYF.

## Classificació
La simmonsita es troba classificada en el grup 3.CB.15 segons la classificació de Nickel-Strunz (3 per a Halurs; C per a halurs complexos i B per a Neso-aluminofluorurs; el nombre 15 correspon a la posició del mineral dins del grup).

## Característiques
La simmonsita és un halur de fórmula química Na₂Li[AlF₆]. Cristal·litza en el sistema monoclínic. La seva duresa a l'escala de Mohs és 2,5 a 3.

## Formació i jaciments
Sol trobar-se en forma de paquets (> 2 cm) blancs que pot o no poden tenir un aspecte granular. Sovint, també, en beines de fluorur d'alumini (20 cm) en pegmatites de granit riques en amazonita. Es troba a Amèrica del Nord i a l'Àsia.